# Help (amerikai együttes)
A Help amerikai pszichedelikus rockzenekar, amely 1970-ben alakult Kaliforniában és 1971-ben oszlott fel. Működésük során két nagylemezt és két kislemezt jelentettek meg. Dobosuk, Chet McCracken később a Doobie Brothers-höz csatlakozott.

## Tagok
- Chet McCracken (ének, dob, ütős hangszerek)
- Jack Merrill (ének, gitár)
- Rob Rochan (ének, basszus, ütős hangszerek)

## Lemezeik

### Nagylemezek
- Help (Decca, 1971)
- Second Coming (Decca, 1971)

### Kislemezek
- Good Time Music / Hold On Child (Decca, 1971)
- Run Away / Keep in Touch (Decca, 1971)